# محمد زوراب
محمد زوراب نام روستایی از توابع بخش انابد شهرستان بردسکن در استان خراسان رضوی است. این روستا در دهستان درونه قرار دارد و براساس سرشماری مرکز آمار ایران در سال ۱۳۸۵، جمعیت آن ۱۲۲ نفر (۲۷ خانوار) بوده است.